# میلان اشتایندلر
میلان اشتایندلر (چکی: Milan Šteindler؛ زادهٔ ۱۲ آوریل ۱۹۵۷) کارگردان فیلم و بازیگر اهل جمهوری چک است. او فارغ‌التحصیل آکادمی هنرهای نمایشی پراگ است. وی برای فیلم «سپاس برای هر صبح نو» (۱۹۹۴) برنده جایزه شیر چک برای بهترین کارگردانی شد. او برای همین فیلم، جایزه نقره‌ای سنت جورج برای کارگردانی را در نوزدهمین جشنواره بین‌المللی فیلم مسکو دریافت کرد.
او در سال ۱۹۷۱ به همراه داوید واورا، تئاتر اِسکلِپ را در پراگ بنیان گذاشت.
از فیلم‌ها و مجموعه‌های تلویزیونی‌ای که وی در آن نقش داشته است، می‌توان به استالینگراد، بی‌شرم، آماده مرگ! و خیابان اشاره کرد.